# Ягстцелль
Ягстцелль (нім. Jagstzell) — громада в Німеччині, знаходиться в землі Баден-Вюртемберг. Підпорядковується адміністративному округу Штутгарт. Входить до складу району Східний Альб.
Площа — 37,97 км2. Населення становить 2294 ос. (станом на 31 грудня 2020).